# Hol (Klánovice)
Vesnice Hol v katastrálním území Újezd nad Lesy stávala na území dnešního Klánovického lesa (zvaného také Vidrholec) na východ od dnešní pražské části Klánovice. První zmínka o vsi je z roku 1346, v roce 1437 je označována jako pustá. Pozůstatky některých staveb jsou dodnes patrné. Ves byla v minulosti mylně označována jako Žák, když na ni bylo přeneseno jméno nedalekého rybníka. Po jižním okraji území, kde ves stávala, nyní prochází frekventovaná železniční trať Praha – Kolín.

## Historie

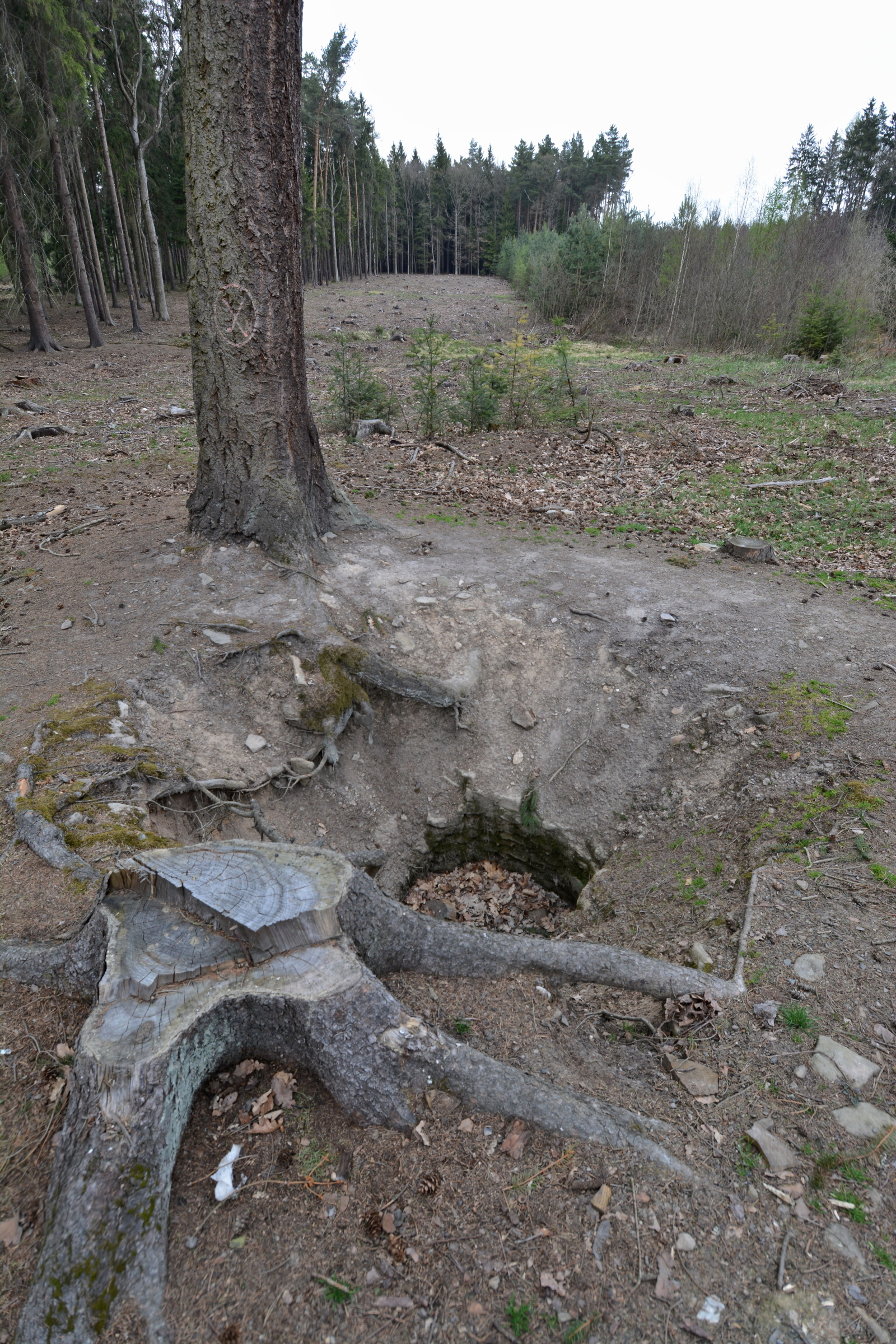
Zděná studna v místě zaniklé vsi Hol

Ještě v 16. století se na území dnešního Klánovického lesa nacházelo několik vesnic doplněných soustavou rybníků, polí a lesů. Vesnice Lhota nad Úvalem (v některých pramenech nazývaná Vidrholec) a Slavětice zanikly v průběhu 16. a 17. století. 
Poslední zmínka o osadě Hol je z roku 1615, kdy majitel panství Tomáš z Proseče přiznával 26 lidí poddaných v Jirnách a na Žáku. Zdejší osady byly sužovány jak neúrodnou půdou a nedostatkem obživy, tak hlavně průběhem bojů třicetileté války. V jejím průběhu zde ubývalo obyvatel až nakonec zanikly. V pozdější době byly jihozápadně od bývalé vsi a na jejím severovýchodním okraji zřízeny dva rybníky (západnější se jmenoval Žák, kterýmžto jménem je v řadě zdrojů, byť nesprávně, označována celá někdejší ves), které existovaly ještě na počátku 19. století a poté zanikly. V průběhu let místo zaniklých vsí zarostlo hustým lesem, který byl opětovně osidlován až po roce 1878 realitním podnikatelem Václavem Klánem.

## Památková ochrana
Základy původních staveb nejsou odkryté a lze je vysledovat zejména z terénních nerovností. Nejzachovalejší a nejcennější památkou na tomto místě je středověká kamenná studna, která zásobovala vesnici pitnou vodou. Nejvýraznější památkou pak hráze bývalých rybníků, mladších než vesnice sama. Pozůstatky vsi ani hrází nejsou památkově chráněny, přestože bezprostředně na jejím území probíhá (2020) lesní hospodaření - kácení a hustá výsadba zejména borovic.